# 野田村 (大阪府東成郡)
野田村（のだむら）は、かつて摂津国・大阪府東成郡にあった村。現在の大阪市都島区の一部にあたる。

## 地理
- 鯰江川

## 歴史
- 1634年（寛永11年） - 京街道沿いに野田町が成立し、大坂三郷へ編入される。
- 1883年（明治16年） - 東成郡木屋新田を編入。
- 1889年（明治22年）4月1日 - 東成郡野田村単独で町村制施行。
- 1897年（明治30年）4月1日 - 大半が大阪市へ編入され、北区東成野田となる。残余は東成郡鯰江村へ編入され、鯰江村大字野田となる。
  - 同時に西成郡野田村も大阪市へ編入され、こちらは北区西成野田となった。
- 1900年（明治33年） - 北区東成野田が東野田町に改称。
- 1910年（明治43年）9月1日 - 東成郡鯰江村が町制を施行して鯰江町となる。同時に大字野田が大字蒲生に編入されて消滅。
- 1943年（昭和18年）4月1日 - 分区により、東野田町が都島区の一部となる。